# 克劳斯·利谢维奇
克劳斯·利谢维奇（德語：Klaus Lisiewicz，1943年2月2日—），德国男子足球运动员，司职前锋。他曾代表德国联队参加1964年夏季奥林匹克运动会足球比赛，获得一枚铜牌。